# Arthur Honegger
Pour les articles homonymes, voir Honegger.
Œuvres principales
Pacific 231
Symphonie no 3 « Liturgique »
Le Roi David
Jeanne d'Arc au bûcher
Pastorale d'été
Rugby
Arthur Honegger, né le 10 mars 1892 au Havre et mort le 27 novembre 1955 à Paris 18e, est un compositeur suisse (mais né en France et y ayant passé l'essentiel de sa vie).

## Biographie
Arthur Honegger naît le 10 mars 1892 au Havre, dans une famille suisse originaire de Zurich et de confession protestante. Son père, Arthur Honegger, exerce la profession de négociant en café, sa mère, Julie Ulrich, joue du piano. Sa famille baigne dans l'univers musical et il apprend le violon. Au duo mère-fils, se joint parfois un ami d'Arthur, également violoniste. Mais les œuvres pour deux violons et piano sont assez rares, et le jeune Arthur, qui admire Bach et Beethoven, est donc amené à composer pour cette formation des essais malhabiles. Il se lance également dans l'écriture d'un opéra et d'un oratorio.
Il s'inscrit au Conservatoire de Zurich en 1909-1910, et étudie le violon et la théorie musicale avec Willem de Boer et Lothar Kempter, puis il est élève en 1911 au Conservatoire de Paris, où il étudie le violon et rencontre Darius Milhaud et Jacques Ibert. Il est élève de Charles-Marie Widor et Vincent d'Indy. Il quitte le Conservatoire en 1918, ayant déjà composé des mélodies, son premier quatuor et un poème symphonique, Le Chant de Nigamon.

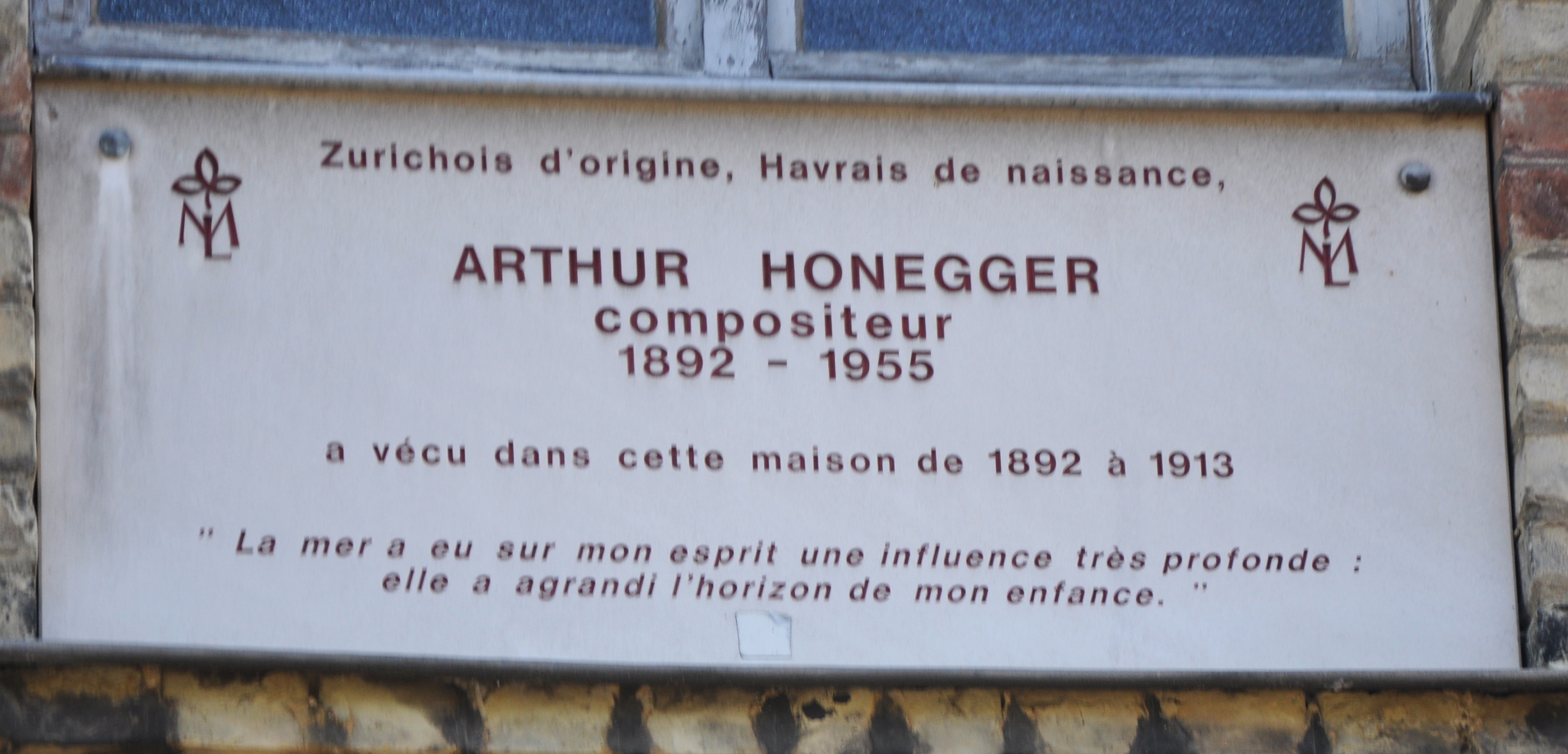
Plaque commémorative au Havre.

Très attaché au renouveau du répertoire, il est influencé par Igor Stravinsky, sur lequel il écrit un essai en 1939. Compositeur prolifique et désireux d'illustrer la transformation de la société, notamment par la technique ou le sport, Honegger écrit pour le théâtre, la radio et le cinéma aussi bien que pour la salle de concert : ballets, chansons, concertos, musique de chambre, musiques de films, opéras, oratorios, symphonies.
En 1921, il connaît le succès avec le Roi David, pièce de René Morax, qu'il transforme en oratorio en 1924. Son œuvre la plus célèbre, créée en 1923, est Pacific 231, premier de trois mouvements symphoniques et dédiée à la locomotive à vapeur éponyme. Les deux autres mouvements du triptyque s'intitulent Rugby et Mouvement symphonique no 3.
Sa première symphonie date des années 1929-1930. Plus tard, durant l'Occupation, il compose ses Trois Poèmes (sur un texte de Claudel), ses Trois Psaumes et sa Symphonie no 2 pour orchestre à cordes et trompette ad libitum. Composée en 1941, ses mouvements évoquent la mort, le deuil, puis la libération. En parallèle il enseigne la composition à l'École normale de musique de Paris où il aura parmi ses élèves Yves Ramette, futur auteur de six symphonies. Sa Symphonie no 3, intitulée liturgique, son oratorio Jeanne d'Arc au bûcher (1938) — d'après un texte de Paul Claudel — et son dramatique Roi David (1921) soulignent la religiosité de ce compositeur protestant. Durant la seconde moitié des années 30, il fera chez la famille Gosselin (au Manoir du Clap) une lecture de Jeanne au Bûcher. Parmi ses œuvres qui ont le plus compté pour lui, il citait aussi son opéra Antigone (1926).
Sa symphonie n° 3 (dite « Liturgique », 1946) est très liée aux années difficiles que le monde venait de vivre du fait de la 2e guerre mondiale. Chacun des trois mouvements comporte un sous-titre d'origine liturgique. Elle est composée comme suit :
1. Dies iræ (« Jour de colère »), Allegro marcato ;
2. De profundis clamavi (« Des profondeurs j'ai crié vers toi »), Adagio ;
3. Dona nobis pacem (« Donne-nous la paix »), Andante.

En 1925, Arthur Honegger a une liaison avec la chanteuse d'opéra Claire Croiza, de laquelle naît un fils, Jean-Claude. En mai 1926, il épouse la pianiste Andrée Vaurabourg (1894-1980) qu'il avait rencontrée au conservatoire de Paris en 1916 ; leur fille Pascale naît en 1932. Ils demeurent à Paris (tout en logeant dans des appartements séparés) durant la guerre, vivant notamment de commandes pour musique de film.
Sa quatrième symphonie est sous-titrée : Deliciæ Basiliensis (Les Délices de Bâle). La cinquième est dite Symphonie di tre re (« des trois ré », qui ponctuent chacun de ses trois mouvements).
Il est critique musical et professeur à l'École normale de musique de Paris. Il est également l'un des membres du groupe des Six, avec Georges Auric, Louis Durey, Darius Milhaud, Francis Poulenc et Germaine Tailleferre. Outre les Six, il a fréquenté Paul Claudel, Jean Cocteau, Guillaume Apollinaire, Max Jacob, Pierre Louÿs, Pablo Picasso, Erik Satie, Jean-Louis Barrault et Paul Valéry, dont certains lui ont fourni des sujets pour ses œuvres.

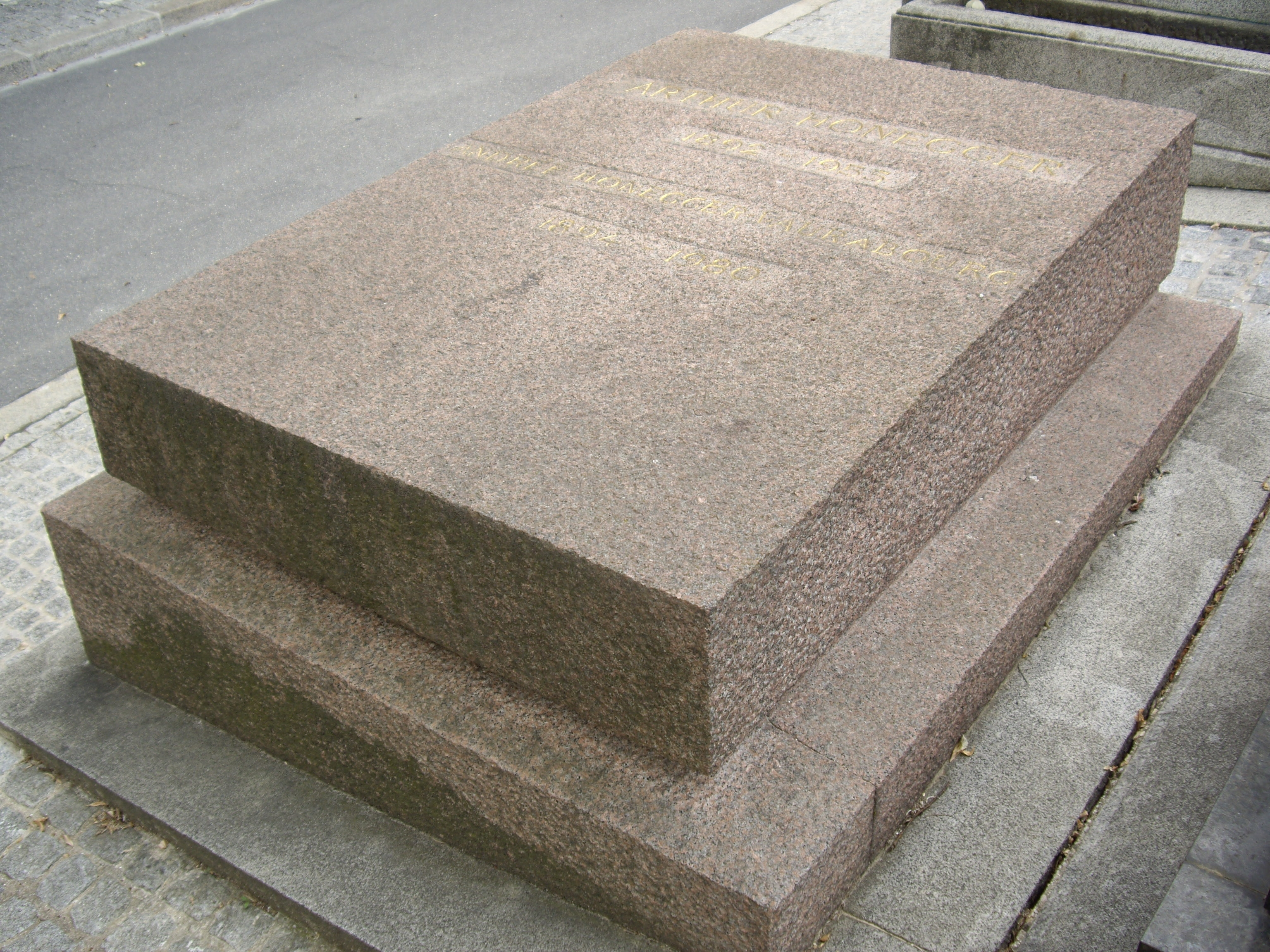
Tombe au cimetière Saint-Vincent.

Il est inhumé avec son épouse à Paris au cimetière Saint-Vincent.

## Honegger, critique au Comœdia
Honegger resta à Paris pendant la guerre, il réussit à faire jouer ses œuvres, fut critique musical au Comœdia et en même temps membre du Front national des musiciens, jusqu'à ce qu'il en soit expulsé en raison de fautes comme le voyage à Vienne (pour le Festival Mozart en novembre 1941), sa participation à une réception donnée par un haut responsable de la propagande culturelle à l'ambassade d'Allemagne à Paris, et des "critiques positives de la musique allemande contemporaine de Hans Pfitzner, Werner Egk et Richard Strauss", qui jetaient le doute sur sa fidélité.
Après le numéro du 16 octobre 1943, Honegger ne publia plus dans le Comœdia, jusqu'au 8 janvier 1944. Ce silence pourrait correspondre au moment où il fut exclu du FNM, après quoi il n'intervint plus que cinq fois. Dans son article du 22 janvier 1944 il tenta d'expliquer ce qu'il avait essayé de faire à Comœdia, et admit son échec : "J'ai essayé d'intéresser les auditeurs de concerts aux compositeurs qui parlent la langue de leur époque, j'ai tenté d'exciter leur curiosité en faveur d'œuvres moins connues et peut-être injustement délaissées." Ce sont presque exclusivement les jeunes musiciens français qu'il a défendus : " J'ai surtout voulu montrer qu'à côté des grands maîtres classiques allemands il y avait maintenant une admirable école française digne d'être écoutée et qui maintient haut le renom et la gloire de ce pays." 
Il en voulait aux musiciens responsables de programmes, et aux auditeurs aussi : "Le quatuor Bouillon donne les quatuors de Jacques Dupont, J. Rivier, J. Ibert et ne remplit qu'à demi la salle Gaveau. Dans dix ans, trois mille personnes vous donneront des détails sur cette première audition du quatuor d'Ibert qu'ils auront admiré les premiers. (Tout le monde applaudissait à la première de Pelléas)". Il rappelle qu'il a par le passé déconseillé aux jeunes de devenir compositeurs (numéro du 7 août 1943), ajoute qu'il se sent coupable d'avoir donné des cours de composition, et conclut qu'il vaut mieux qu'il cesse de publier dans Comœdia.
Il garda ensuite le silence jusqu'au 19 février 1944, pour un hommage chaleureux à l'auteur de Scemo, Alfred Bachelet, mort le 10 février ; réapparut le 29 avril (pour demander que l'Opéra-Comique mette à son programme les œuvres de Guy Ropartz, Sylvio Lazzari, Gabriel Dupont, Henri Rabaud ou Déodat de Séverac), puis le 9 juillet et finalement le 5 août, pour le dernier numéro de Comœdia, dans lequel il se réjouit : "Au mois de juin 1944, la radiodiffusion nationale a commencé une série d'auditions publiques consacrées à la musique française" : Berlioz, Lalo, Chabrier, Fauré, Debussy, Ravel sont déjà passés ou annoncés, et Honegger espère y entendre des contemporains : Roussel et Florent Schmitt, Ibert, Claude Delvincourt, Poulenc, Messiaen, etc. Il était conscient de chanter toujours la même antienne.
Dans l'article précédent, du 9 juillet, il rendit un bel hommage à Claude Delvincourt, au moment où l'Opéra commençait à travailler son Lucifer ou Le Mystère de Caïn (finalement créé à l’Opéra de Paris seulement en 1948). Honegger rappela que "Directeur du Conservatoire depuis trois ans, Claude Delvincourt s'est attaché à améliorer le sort des élèves en un temps où les conditions matérielles sont plus difficiles que jamais pour les jeunes. Il le fait avec une foi, une abnégation qui lui vaudront le respect et la reconnaissance de tous." (Delvincourt avait créé l’Orchestre des Cadets du Conservatoire pour éviter que les élèves soient envoyés au S.T.O. Leur premier concert eut lieu le 12 décembre 1943, sous la direction de Roger Désormières. À la fin de l’année 1944 les étudiants concernés par le S.T.O. et Delvincourt lui-même durent disparaître).
En sus de ces nombreux articles écrits pour défendre obstinément les jeunes musiciens français et demander qu'on fasse moins de place aux œuvres qui envahissaient les salles de concert depuis trop longtemps, symphonies de Beethoven et autres Tannhaüser, Honegger fournit à Comœdia quelques articles sur des musiciens allemands contemporains. Lorsqu'il parle (5 juillet 1941) du Festival Beethoven, c'est essentiellement pour louer le talent de Charles Münch et des exécutants, et de Marguerite Long qui a joué en première partie. Il montre plus de réserve quelques jours plus tard (le 19 juillet) quand il rend compte du concert du 16 juillet donné par l'Orchestre de chambre de Berlin à la salle de l'ancien Conservatoire, dans le cadre de la Semaine Mozart : il mélange louanges et critiques à l'adresse de Wilhelm Kempff et de Hans von Benda.
Dans le numéro du 4 avril 1942, Honegger écrivit sur Palestrina, l'opéra de Hans Pfitzner qui était monté à Paris : il exprima un point de vue mitigé et conclut en disant qu'il aimerait savoir comment réagirait le public allemand si la Pénélope de Fauré lui était présentée.
Lorsqu'il entendit Une vie de héros et Till Eulenspiegel (de Richard Strauss), il ne put éviter de faire quelques compliments, mais il termina son article (30 mai 1942) en envoyant les spectateurs écouter … de la musique nouvelle française : il y avait justement un concert de Pierre Bernac et Poulenc, avec des premières auditions.
Après avoir assisté à la création française de Joan de Zarissa (de Werner Egk), il réserva ses louanges (18 juillet 1942) à Lifar, le "choréauteur" (qui avait créé le ballet à Berlin, et eut quelques soucis au moment de l'épuration).
Le 21 novembre 1942, il signala une exécution de la Symphonie domestique de R. Strauss, mais au milieu d'une liste d'événements musicaux (Jeanne d'Arc de Tony Aubin (son collègue à Comœdia) donné à Rouen, La Pantoufle de Vair de Marcel Delannoy, les Airs de Poulenc, la Habanera de Louis Aubert et les reprises de Salammbo et de La Damnation de Faust.
Il commit un nouvel article sur Strauss le 8 mai 1943, après la représentation d'Ariane à Naxos à l'Opéra-Comique. Son commentaire est forcément élogieux, mais il trouva le moyen d'en consacrer la moitié aux interprètes (Désormière, Lubin et Jouatte).
Son dernier article consacré à un compositeur allemand date du 22 mai 1943, à l'occasion de la création à Paris de l'opéra Peer Gynt (en) de Werner Egk. L'article est descriptif et assez neutre.
On peut ajouter qu'Honegger fit le voyage de Vienne en novembre 1941 pour le Festival Mozart organisé à l'occasion du cent cinquantième anniversaire de la mort de Mozart. Les manifestations avaient pour but la propagande, mais Honegger ne publia que deux articles à l'enthousiasme relativement mesuré. D'après Lucien Rebatet, qui était présent, Arthur Honegger « tenait à marquer ses distances avec ces Français qui se compromettaient dans ce pèlerinage encore plus nazi que mozartien » .
Pour le reste, Honegger se montre ouvert aux nouveautés, il encourage l'emploi des ondes Martenot et du  saxophone (numéro du 31 octobre 1942) ; rend hommage au travail des Discophiles français pour enregistrer des œuvres un peu oubliées (10 octobre 1942) ; milite en faveur de la méthode de notation musicale imaginée par Nicolas Oboukhov pour faciliter l'apprentissage de la musique ;
encourage les musiciens qui jouent de la musique contemporaine (le Quatuor Bouillon (24 octobre 1942), ou le Quatuor Armand Parent  (14 novembre 1942) ; signale les concerts de l' Association de musique contemporaine de Robert Bernard, du Triptyque (voir note sur Pierre d'Arquennes dans la page École normale de musique de Paris) et ceux de la Pléiade", en soulignant le rôle de l'orchestre de chambre Hewitt. Il se réjouit de la création des Jeunesses musicales de France, loue le travail de Charles Munch, Serge Lifar (son collègue à Comœdia) ou Pierre Bernac…

## Son style
- Si vous ne connaissez pas le sujet, laissez ce bandeau (vous pouvez alors contacter les auteurs).
- Si vous supprimez le contenu mis en cause (vous pouvez préalablement contacter les auteurs),

argumentez précisément cette suppression dans la page de discussion
(un manque de référence n'est pas un argument ; une recherche réelle de référence doit avoir été effectuée, être formellement documentée).
Arthur Honegger est un compositeur qui, au premier abord, paraît difficile à cerner à cause de la diversité de son œuvre, allant de la tonalité à l'atonalité (pour Antigone) en passant par la polytonalité, utilisant tous les registres, du quatuor à cordes à l'opéra, et respectant autant les acquis du passé que les apports de ses contemporains. Toute sa vie, il a été marqué par la double influence germanique (Ludwig van Beethoven, Johann Sebastian Bach, Max Reger) et française (Claude Debussy, Gabriel Fauré, Florent Schmitt), ce qui contribue à situer son œuvre en marge des courants musicaux. Si l'on peut lui attribuer un style personnel, il n'est en revanche d'aucune école ; lui-même ayant rejeté, comme son confrère et ami Georges Enesco, les systèmes de classification trop stricts en musique.

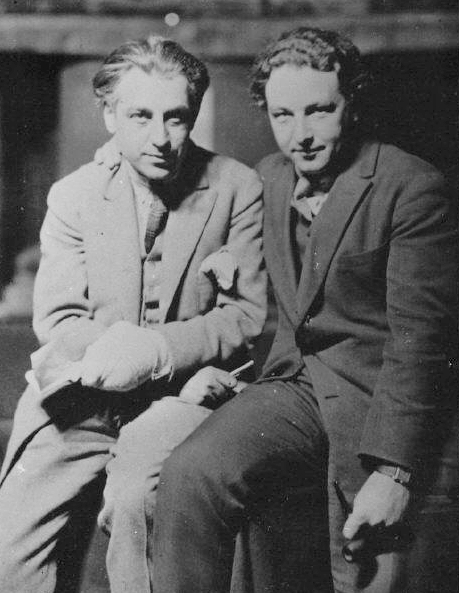
Abel Gance et Arthur Honegger en 1926, sur le tournage de Napoléon.

La diversité de la musique d'Honegger reflète sa volonté de faire de la musique un moyen d'expression à vocation humaniste[réf. nécessaire]. Ainsi, il a souvent aspiré à une musique défaite de trop de formalisme, de trop de séduction et d'habitudes (Cri du monde, 1931). La crainte d'une surmédiatisation de la musique se reconnaît dans sa recherche d'une musique authentique, capable de porter un message, parfois philosophique voire religieux (Symphonie liturgique, 1945). Désireux de se renouveler à chaque œuvre, il a exploré différents genres et techniques en s'intéressant tout autant à l'harmonie de Claude Debussy, à la rythmique d'Igor Stravinsky, à la forme beethovenienne, au génie d'Arnold Schönberg (en excluant le sérialisme) et même à la musique électronique.
L'apparente simplicité de certains passages de sa musique doit être examinée dans le sens de l'objectivité[réf. nécessaire]. Il ne répugna pas à la complexité lorsque cela lui semblait nécessaire, comme dans Horace Victorieux (1921) ou dans ses symphonies. Comme d'autres artistes de son temps, tels Albert Camus, il cherche à émouvoir, notamment au travers d'œuvres religieuses, ce qui explique le succès de Jeanne d'Arc au bûcher (1935) entre autres.
Connu pour son humanisme, il a parfois émis des jugements sévères mais jamais durant son travail de critique. Au contraire, il a aidé les compositeurs des générations suivantes tels qu'Olivier Messiaen, dont il a confirmé après sa première écoute qu'il serait « l'un des plus grands compositeurs de son temps ».

## Œuvres

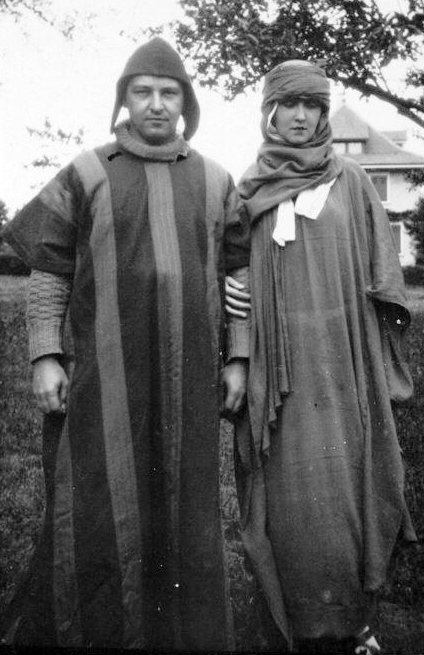
Arthur Honegger et Andrée Vaurabourg lors de la création de Judith à Mézières en 1925.

Un catalogue des œuvres du compositeur a été établi par le musicologue Harry Halbreich. Cette nomenclature est figurée par la lettre H.

### Musique orchestrale
- Symphonie no 1 (1930)
- Symphonie no 2 (1941)
- Symphonie no 3 (1946)
- Symphonie no 4 (1946)
- Symphonie no 5 (1950)
- Pastorale d'été (1920)
- Chant de joie (1923)
- Pacific 231 (1923)
- Rugby (1928)
- Mouvement symphonique no 3 (1933)

### Concerto
- Concertino pour piano et orchestre H. 55 (1924)
- Concerto pour violoncelle (1929)
- Concerto da camera, pour flûte, cor anglais et cordes (1948)

### Musique de chambre
- Intrada (1947)
- Quatuor à cordes n° 1 H. 15 (1916-17)
- Quatuor à cordes nº 2 H. 103 en ré majeur (1934-36)
- Quatuor à cordes nº 3 H. 114 en mi-majeur (1936-37)

### Musique pour piano
- Prélude, Arioso et Fughette sur le nom de BACH

### Ballets
- Le dit du jeu du monde, ballet pour orchestre de chambre en 12 actes, 1918

### Opéra
- Judith, opéra sur un livret de René Morax en 1925
- Antigone, opéra d'après l'adaptation de Jean Cocteau en 1927
- L'Aiglon (en) est un drame musical en 5 actes, écrit par A. Honegger (actes II, III et IV) et Jacques Ibert (actes I et V)

### Opérette
Il participe à l'écriture en 3 actes de l'opérette Les aventures du roi Pausole, livret d'Albert Willemetz d'après le roman de Pierre Louÿs.
Albert Willemetz écrit des dialogues et des couplets extrêmement drôles. L'utilisation de l'alexandrin accentue le comique de ce vaudeville. Arthur Honegger joue à mélanger des styles musicaux sans pour autant céder à la mélodie facile.

### Oratorio et cantates
Arthur Honegger fut aussi l'auteur d'oratorios. En 1907, il compose un Oratorio du Calvaire. En 1924, il crée à Paris une version retravaillée en oratorio du Roi David. Puis en 1927, il révise en oratorio le Judith de René Morax. Cris du monde, oratorio sur un texte de René Bizet d'après « Hymn to Solitude » de John Keats pour voix solistes, chœur d'enfants, chœur mixte, orchestre, est créé en 1930-1931. Deux nouveaux oratorios composés sur des textes de Paul Claudel dans les années 1930 obtiennent un vif succès : Jeanne d'Arc au bûcher, oratorio dramatique, et la Danse des Morts, livret de Paul Claudel basé sur des textes bibliques. À la suite de ces succès, il compose encore un oratorio dans les années 1940 : Nicolas de Flue sur un texte de Denis de Rougemont. Il est également l'auteur d'Une Cantate de Noël, pour baryton solo, voix d'enfants, chœur mixte, orgue et orchestre, en 1953.

### Musique de scène
- 1922 : Antigone de Jean Cocteau d'après Sophocle, mise en scène Charles Dullin, Théâtre de l'Atelier

### Musiques de film (liste partielle)
- 1923 : La Roue d'Abel Gance
- 1923 : Faits divers de Claude Autant-Lara
- 1927 : Napoléon d'Abel Gance
- 1931 : La Fin du monde d'Abel Gance
- 1934 : Les Misérables de Raymond Bernard
- 1934 : Rapt de Dimitri Kirsanoff
- 1935 : Crime et Châtiment de Pierre Chenal
- 1936 : Mayerling d'Anatole Litvak
- 1937 : Regain de Marcel Pagnol (sa première symphonie est partiellement utilisée)
- 1937 : Mademoiselle Docteur de Georg Wilhelm Pabst (connu aussi sous le titre Salonique, nid d'espions)
- 1938 : Pygmalion de Anthony Asquith et Leslie Howard
- 1939 : Le Déserteur de Léonide Moguy [6]
- 1940 : Cavalcade d'amour de Raymond Bernard (avec la collaboration de Darius Milhaud)
- 1940 : Les Musiciens du ciel de Georges Lacombe
- 1943 : Callisto, la petite nymphe de Diane, dessin animé d'André Édouard Marty
- 1943 : Le Capitaine Fracasse d'Abel Gance
- 1943 : Mermoz de Louis Cuny
- 1943 : Un seul amour de Pierre Blanchar
- 1946 : Un ami viendra ce soir de Raymond Bernard
- 1946 : Un revenant de Christian-Jaque (A. Honegger y fait une courte apparition avec Louis Jouvet)

### Œuvres diverses
- Les Mille et une nuits, cantique pour soprano, ténor et quatre ondes Martenot.
- Nombreuses chansons et poèmes.
- Danse de la chèvre (pour flûte traversière).

### Écrits
- L'incantation aux fossiles, [recueil de ses critiques musicales], Éditions d'ouchy, 1948.
- Je suis compositeur, Éditions du Conquistador, 1957.
- Lettres à ses parents : 1914-1922, préfacées et annotées par Harry Halbreich, Genève, Éd. Papillon, 2005, 344 p.

## Décoration
- Grand officier de la Légion d'honneur (2 décembre 1954)[1]

## Hommages et distinctions

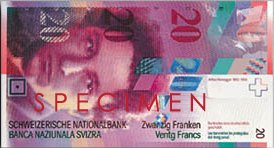
Arthur Honegger sur le billet de 20 francs suisses (1996-2016).

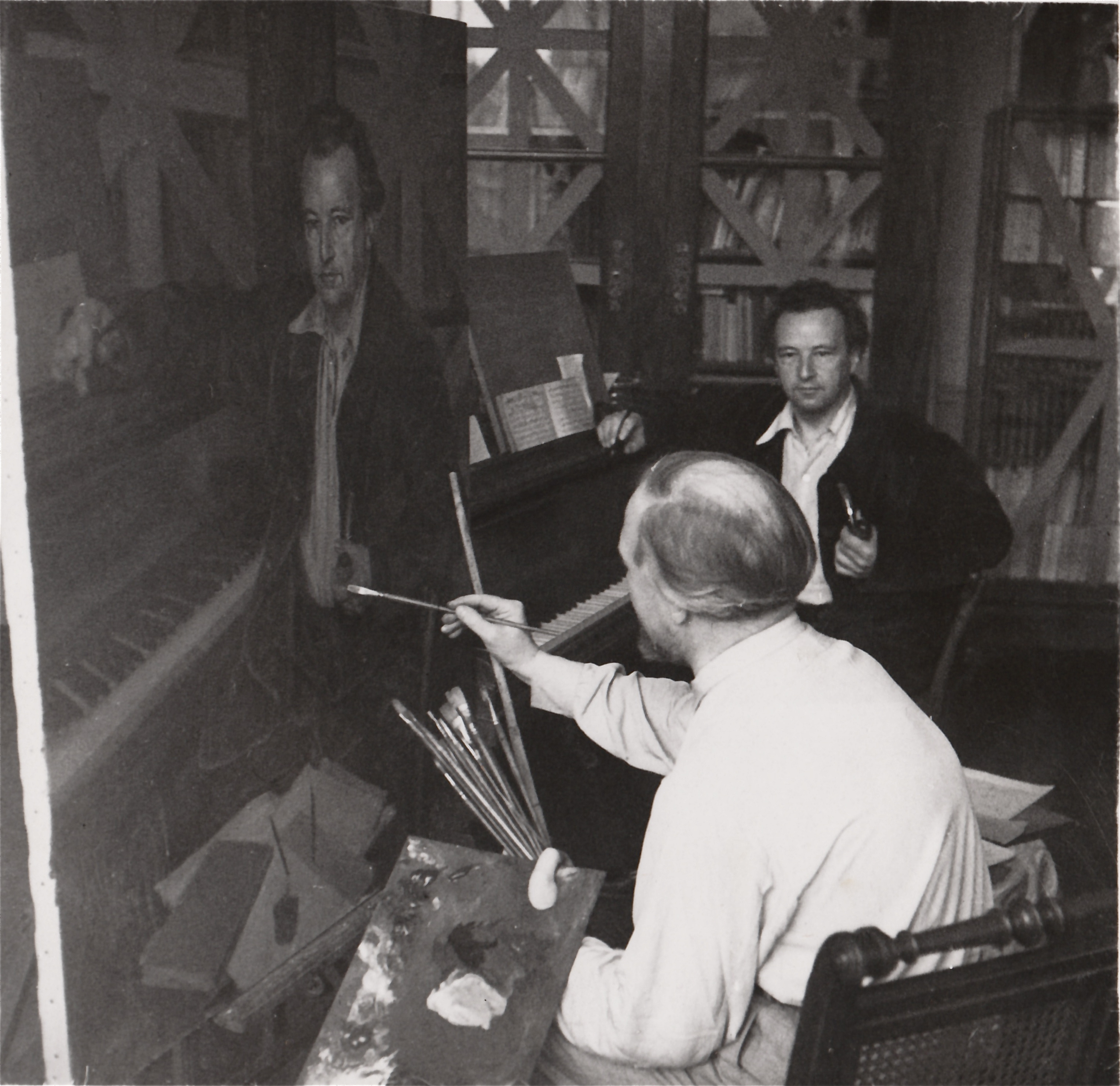
Serge Ivanoff peint le portrait d'Arthur Honegger. Paris, 1944.

- Juin 1948 : Docteur honoris causa de l'université de Zurich[1]
- 1952 : membre associé étranger de la section de musique de l'Académie des beaux-arts[7]

Son portrait apparaît sur les billets de 20 francs suisses de 1995-1996. Deux autres de ses portraits ont été réalisés à Paris, en 1942 par Roger Guit (conservé au musée Carnavalet) et en 1944 par Serge Ivanoff.
L'astéroïde (27846) Honegger, découvert en 1994, est nommé en son honneur.
Le conservatoire du Havre porte son nom.
Le réalisateur Georges Rouquier lui a consacré un court métrage (Arthur Honegger, 1955).
Une Fondation Arthur Honegger est créée en 1970, à l'initiative de sa veuve afin de perpétuer sa mémoire et associer son nom à ceux d'autres créateurs, sous l'égide de la Fondation de France. Cette fondation soutient la création musicale en attribuant un prix international de musique. Ce prix a pour objet d'honorer soit un compositeur pour une œuvre particulière, soit un compositeur pour l'ensemble de son œuvre, soit une formation musicale de quatuor à cordes.